# پروبوس
پروبوس با نام کامل مارکوس اورلیوس پروبوس (به لاتین: Marcus Aurelius Probus) (زادهٔ حدود ۲۳۲ - درگذشتهٔ ۲۸۲) امپراتور روم از ۲۷۶ تا ۲۸۲ بود.

## زندگی‌نامه

### رسیدن به قدرت
پس از مرگ امپراتور تاسیتوس در ژوئن ۲۷۶، برادر ناتنی او فلوریان قدرت را به عنوان امپراتور جدید در دست گرفت. اما لژیون‌های مستقر در سوریه این موضوع را نپذیرفته و در مقابل، فرماندهٔ خود به نام پروبوس را در اواسط ۲۷۶ به امپراتوری برگزیدند. به‌دنبال این انتخاب جنگ قدرتی بین دو طرف درگرفت و پروبوس، فرزند یک افسر ارتشی اهل بالکان، آمادهٔ رویارویی با فلوریان شد. فلوریان که با ارتشش از بسفر حرکت کرده بود مورد تأیید سنای روم قرار داشت و گل، اسپانیا، بریتانیا و ایتالیا از او حمایت می‌کردند. در مقابل پروبوس از حمایت سوریه، فنیقیه، فلسطین و مصر برخوردار بود. دو طرف درگیر جنگ‌هایی نامنظم در نزدیکی تارسوس شدند. پروبوس در مقایسه با فلوریان سپاهیان کمتری داشت و این در اصل استراتزی او بود تا با انجام نبردهای پراکنده به‌جای جنگ سخت‌تن به تن، آن را آنقدر طول بدهد تا سپاهیان فلوریان خسته شوند. سرانجام فلوریان پس از تنها چند ماه حکومت توسط سربازانش به قتل رسید (برخی منابع احتمال داده‌اند که خودکشی کرده باشد) و پروبوس به عنوان تنها امپراتور روم قدرت را در اوت یا سپتامبر ۲۷۶ در دست گرفت.

### دوران حکومت
نخستین کاری که پروبوس پس از در دست گرفتن قدرت انجام داد مجازات قاتلان امپراتور اورلیان بود که احتمالاً در قتل تاسیتوس نیز دست داشتند. او سپس از شرق به سوی راین شروع به حرکت کرد و در این مدت از دریای مرمره و استان‌های تراکیه، موئسیا و پانونیا گذر کرد. در ۲۷۷ موفق شد تا گوت‌ها را شکست دهد و به عنوان گوتیکوس ملقب شود. پروبوس کمی پس از رسیدنش به راین، برای تصویب قدرتش در مجلس سنا به رم رفت.
بیشتر دوران فرمانروایی پروبوس به جنگ‌های دنباله‌دار با قبایل متجاوز در نواحی مرزی سپری شد. پس از مرگ پوستوموس، امپراتور گل‌ها در ۲۵۸، سرزمین گل به سرعت رو به زوال بود و همین امر سبب شده بود تا گروه‌های متعددی از مهاجمان وارد منطقهٔ راین شوند. از سوی دیگر در جنوب نیز قبایل لوگی و آلامانی موفق شده بودند تا از درهٔ نکار عبور کرده و خود را به گل برسانند. فرانک‌هاها نیز از راین عبور کرده و به مناطق شمالی‌تر در حال پیشروی بودند. پروبوس برای اینکه بتواند با تمامی این تهدیدات مقابله کند دست به تقسیم نیروهای خود زد. او فرماندهانش را برای مقابله با فرانک‌ها بسیج نمود و خود به نبرد علیه قبایل لوگی و آلامانی پرداخت. این استراتژی پیروزی بخش بود و پروبوس موفق شد تا حتی سمنون، رهبر لوگی‌ها و پسرش را اسیر نماید. دو گروه مهاجمین با شرایط روم موافقت کرده و هرآنچه که غارت کرده بودند را همراه با زندانی‌ها بازپس دادند. در پایان پروبوس نیز سمنون و پسرش را آزاد کرد.
پروبوس توانست پس از این پیروزی مهاجمان بورگوندیایی را نیز شکست دهد. مهاجمین اسیرشده در ارتش روم ثبت‌نام کرده و به بریتانیا فرستاده شدند اما از آنجا که تنها شکست‌دادن وحشی‌ها او را خشنود نمی‌کرد قدم‌های مهمی برای امن نمودن مرزها در ناحیهٔ راین برداشته شد. به دستور او قلعه‌ها و انبارهایی در گذرگاه‌های مختلفی از بخش آلمان‌نشین رود راین ساخته شد تا او و لشکریانش در آن‌ها مستقر شوند. پس از آن کاشت انگور را برای ایجاد ثبات اقتصادی در سرزمین گل تشویق نمود. پروبوس در این زمان دارای القابی همچون گوتیکوس ماکسیموس و ژرمانیکوس ماکسیموس بود که نشان از موفقیت‌های او این مناطق داشت.

### فعالیت‌های نظامی و کشاورزی در مصر
پروبوس در ۲۸۰ فرماندهان خود را برای مقابله با بِلِمی‌ها که اوضاع را به آشوب کشیده بودند به مصر فرستاد. مهاجمین از مرزها گذشته، از رود نیل عبور کرده و شهر قفط را فتح کرده بودند اما رومی‌ها موفق به بیرون راندن آن‌ها و بازگرداندن نظم به منطقه شدند. پس از آرام شدن اوضاع و برقراری امنیت، پروبوس دست به بازسازی گستردهٔ آب‌بندها، آبراهها و پل‌ها در امتداد رود نیل زد و سربازانش را به انجام آن‌ها گماشت. این کار عظیمی بود که از زمان تصرف مصر توسط آگوستوس در ۲۷–۲۵ پیش از میلاد تا آن زمان انجام نشده بود. کارهای پروبوس بیهوده نبود زیرا اقدامات او به افزایش برداشت غلات در مصر منجر شد و بخش عظیمی از ذخیرهٔ غذایی روم نیز از مصر و دیگر استان‌های آفریقایی آن تأمین می‌شد.

### شورش‌های پروکولوس، بونوسوس و ساتورنینوس
در تاریخ آگوستا آمده‌است که بهرام دوم، پادشاه ساسانی به پروبوس پیشنهاد صلح داد اما امپراتور روم با رد آن، خود را آمادهٔ حمله به ایران نمود؛ ولی در همین زمان شورش‌هایی چند در غرب و شرق امپراتوری به‌پا خواست و پروبوس به‌دلیل بحرانی‌شدن وضعیت از جنگ با پادشاهی ساسانی منصرف شد و خود را به سرعت به نواحی غربی رساند. او در بازگشتش دستجات بزرگی از بربرها را در داخل خاک امپراتوری اسکان داد و احتمال داده می‌شود این کار را برای افزایش جمعیت مناطقی که بر اثر جنگ و طاعون خالی از سکنه شده بود انجام داده باشد. این سیاستی اشتباه بود که توسط فرمانروایان پس از او نیز ادامه یافت و سرانجام منجر به بروز بحران در امپراتوری روم شد.
پروکولوس در ۲۸۰ پس از میلاد (تاریخ احتمالی) در لوگدونوم (لیون امروزی در فرانسه) سر به شورش برداشت. او دارای روابطی نیز با فرانک‌ها بود و گمان می‌برد با او همراه شوند. پروبوس برای سرکوب او به منطقه رفت و فرانک‌ها پروکولوس را به امپراتور تحویل دادند. اما در احتمالاً همان زمان، بونوسوس در راین نیز ادعای امپراتوری نمود و علیه پروبوس شورید. بونوسوس سربازی دلیر بود و پروبوس برای مقابله با او مجبور شد تا نیروهای بیشتری را بسیج کند. جنگ بین آن‌ها تنها زمانی پایان یافت که بونوسوس، ناامید از پیروزیش خود را حلق‌آویز نمود. پروبوس از جان همسر و دو پسر او گذشت و با آن‌ها بااحترام رفتار کرد.
در ۲۸۱ (تاریخ احتمالی)، ژولیوس ساتورنینوس که یکی از فرماندهان پروبوس در سوریه بود قدرت را در دست گرفت و او نیز علیه امپراتور دست به شورش زد اما پیش از آنکه پروبوس برای مقابله با او اقدام کند توسط سربازان خودش کشته شد.
پروبوس به شادی فرونشاندن هر سه شورش و پیروزی در نبرد، جشنی را در ۲۸۱ در رم برپا کرد.

### درگذشت
پروبوس پس از فرونشانی شورش‌ها اشتیاق بسیاری برای انجام لشکرکشی به‌تعویق‌افتاده‌اش به ایران داشت. پس او رم را با سپاهیانش در ۲۸۲ به مقصد مرزهای شرقی ترک نمود و در طول مسیر نخست وارد زادگاهش در سیرمیوم شد. در همین زمان خبر خودامپراتور خواندن مارکوس اورلیوس کاروس، فرماندهٔ نگهبان‌ها به پروبوس رسید. او سپاهیانی را برای سرکوب کاروس فرستاد اما آن‌ها به او پشت کرده و به کاروس پیوستند. پس از این اتفاق سربازان باقی‌ماندهٔ پروبوس نیز علیه او شوریدند و پروبوس را در سپتامبر یا اکتبر ۲۸۲ پس از میلاد به قتل رساندند.